# Habitatge al carrer Major, 5 (Santa Maria de Palautordera)
L'Habitatge al carrer Major, 5 és una obra de Santa Maria de Palautordera (Vallès Oriental) protegida com a Bé Cultural d'Interès Local.

## Descripció
Casa de carener paral·lel a la façana, està arrebossada i pintada recentment. Consta de planta baixa, pis i golfes. L'únic element destacable és la porta d'accés al local de la planta baixa. Es tracta d'una porta d'arc rebaixat amb dovelles mitjanes de pedra. Tant les finestres del primer pis com les de les golfes són de fa aproximadament uns 7 anys, quan les obres de rehabilitació que es dugueren a terme van aixecar un pis més i es va pintar la façana.